# Doraops zuloagai
Doraops zuloagai es una especie de pez de la familia Doradidae en el orden de los Siluriformes.

## Morfología
• Los machos pueden llegar alcanzar los 50 cm de longitud total.

## Alimentación
Come insectos, gusanos, cangrejos pequeños y caracoles.

## Hábitat
Es un pez de agua dulce y de clima tropical.

## Distribución geográfica
Se encuentran en Sudamérica:  cuencas del lago Maracaibo y de los ríos  cuclillas,  Santa Ana,  Catatumbo y  Escalante.